# Общество русских студентов Тартуского университета
Общество русских студентов Тартуского университета (эст. Tartu Ülikooli Vene Üliõpilaste Selts) было основано в 1920 году и являлось действующей русской студенческой организацией в Тарту до августа 1940 года. 

## Общество русских студентов в 1881—1914 годах
В 1881 году в Дерпте (ныне Тарту) было создано Общество русских студентов, которое носило интернациональный характер: его членами были также украинцы, грузины, армяне, существенную часть составляли студенты-евреи, которые стремились объединиться не по национально-культурной принадлежности, а по идеологическому принципу. Это была левая радикально настроенная молодёжь.  Общество сначала было оплотом народников, позже — социал-демократов (в основном меньшевиков). 
Некоторое время общество издавало свою газету; его почётными членами были В. Г. Короленко, Н. К. Михайловский, Г. И. Успенский, Максим Горький, с которым оно состояло в переписке и получало от него книги. Общество проводило студенческие культурные мероприятия, ставило спектакли, организовывало выставки, устраивало вечера для широкой публики с выступлениями выдающихся русских деятелей. 
После начала Первой мировой войны студенческая активность пошла на спад. В большом количестве студенческие организации возникли вновь после восстановления Эстонией независимости в 1918 году.

## Общество русских студентов Тартуского университета в 1920—1940 годах
Общество русских студентов Тартуского университета было основано 26 сентября 1920 года и зарегистрировано 3 ноября 1920 года во временном Совете университета. 
Общество было одним из наиболее интересных и интенсивно действующих в истории русского Тарту. Его девизом были слова «Знание, Творчество, Вера и Родина». С 1925 года члены общества носили нагрудный значок. 

### В составе Союза русских просветительных и благотворительных обществ
24 февраля 1923 года представители 25 русских культурно-просветительских организаций собрались в Таллине в помещении Русской гимназии (Тартуское шоссе 6) и учредили Союз Русских просветительных и благотворительных обществ в Эстонии. Основой Союза стали русские учительские организации и просветительные общества из Нарвы, Тарту, Причудья, Печорского края, Общество русских студентов Тартуского университета, культурно-просветительское общество «Заря» из Принаровья (таллинские общества отсутствовали).
Общество русских студентов Тартуского университета было одной из самых крупных организаций Союза, которая позже сыграла важную роль в истории русской культурной жизни в Эстонии.
Все объединения Союза активно действовали до лета 1940 года. После чего решением советского правительства общественные организации буржуазной Эстонии были закрыты; многие их члены были депортированы и репрессированы, некоторые в 1944—1945 годах бежали из Эстонии в Германию и Швецию.
Союз русских просветительных и благотворительных обществ в Эстонии был восстановлен в сентябре  2014 года, в него тогда вошли три русских общественно-культурных организации. Общества русских студентов в Эстонии, несмотря на отдельные утверждения о его восстановлении в 1991 году, в настоящее время нет.